# 戴德姆溪谷
戴德姆溪谷（Dedham Vale）是英格兰东部埃塞克斯-萨福克指定的杰出自然美景区。它包含曼寧特里和小桥农场（Smallbridge Farm）之间的斯陶爾河周围一帶，距離比尔斯村以东1英里（1.6公里），包括埃塞克斯郡的戴德姆村。